# Карбонерас-де-Гуадасаон
Карбонерас-де-Гуадасаон (ісп. Carboneras de Guadazaón) — муніципалітет в Іспанії, у складі автономної спільноти Кастилія-Ла-Манча, у провінції Куенка. Населення — 835 осіб (2010).
Муніципалітет розташований на відстані близько 170 км на схід від Мадрида, 35 км на південний схід від Куенки.

## Демографія
Динаміка населення (INE ):

## Галерея зображень

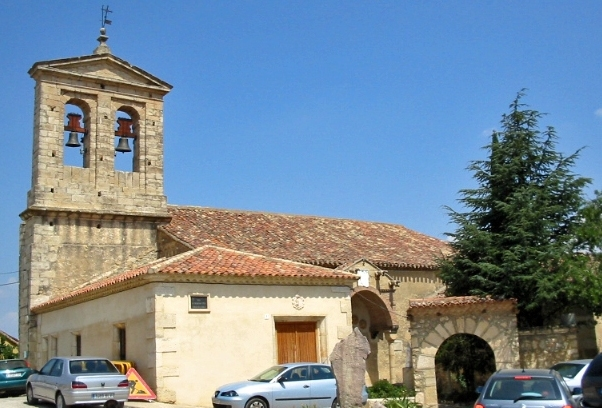
Церква Санто-Домінго-де-Сілос